# 梭罗克
梭罗克，又译索洛克，是印度尼西亞的城市，由西蘇門答臘省負責管轄，位於該國西北部蘇門答臘島西部，距離首府巴東64公里，面積57.64平方公里，海拔高度514米，2008年人口55,567，人口密度為每平方公里964人。

## 外部連結
- （印尼文） Official website （页面存档备份，存于）

0°48′26″S 100°39′11″E / 0.80722°S 100.65306°E